# ガッタメラータ

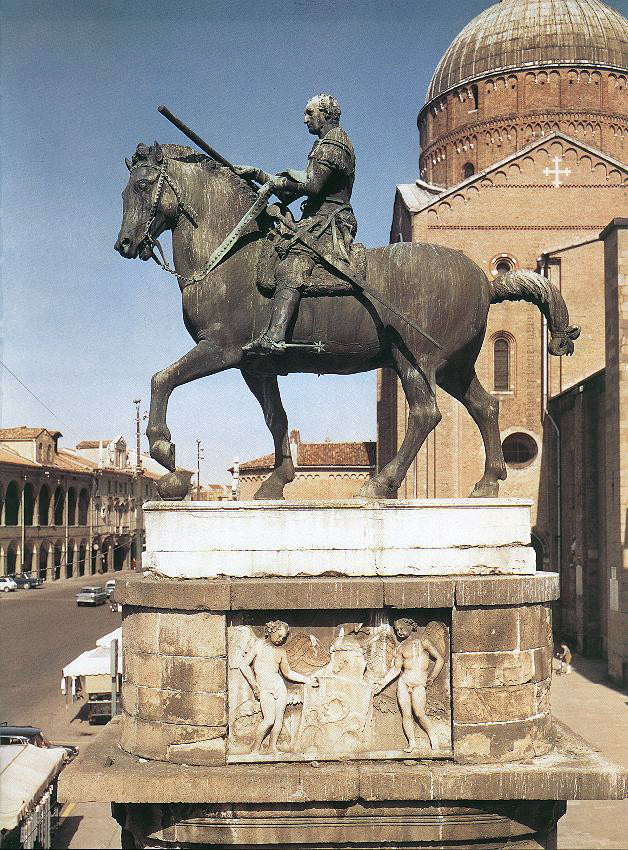
ドナテッロによる『ガッタメラータ将軍騎馬像』。

エラズモ・ダ・ナルニ（Erasmo da Narni, 1370年 - 1443年1月16日）、通称：ガッタメラータ（Gattamelata、トラ猫の意）は、非常に有名な傭兵および傭兵隊長（コンドッティエーレ）。
1370年にイタリアのナルニにパン屋の息子として生まれる。軍人学校を卒業した後、フィレンツェ、教皇庁に仕え、1434年にはヴェネツィア共和国に下級司令官として仕官した。仕官後はヴィスコンティ家との戦いなどで主に活躍。ヴィスコンティ家からヴェネツィアを防衛したり、ヴェローナの征服に成功するなどその有能振りを発揮し、最終的には総司令官にまで出世したが、1443年にパドヴァにて亡くなった。
また、ルネサンス時代に活躍した彫刻家ドナテッロが彼の軍功に対し作成したブロンズの騎馬像『ガッタメラータ将軍騎馬像 (Equestrian Statue of Gattamelata) 』で有名で、パドヴァのバジリカ・デル・サントの近くにある。
"Narnia me genuit / Gattamelata fui"と言う台詞でも有名（英語で"I was born in Narni, I was Gattamelata"の意味）。